# Zéralda
Pour l’article homonyme, voir Zeralda (ferry).
Zéralda (en arabe : زرالدة, en berbère : ⵣⵉⵔⴰⵍⴷⴰ) est une commune de la wilaya d'Alger en Algérie, située dans la banlieue ouest d'Alger.

## Géographie

### Situation
Zéralda est située à environ 23 km à l'ouest d'Alger.
| Mer Méditerranée            | Staoueli, Forêt de Zéralda | Souidania, Forêt de Zéralda |
| Douaouda (wilaya de Tipaza) | Zéralda                    | Mahelma, Gare de Zéralda    |
| Douaouda (wilaya de Tipaza) | Mahelma, Forêt de Mahelma  | Mahelma, Forêt de Zéralda   |

### Localités
Chef-lieu : Zeralda
Agglomérations secondaires[Quoi ?] : Sidi Menif, VSA Mazafran
Localités : Plateau, Boudhales

### Relief
Zéralda est située sur une vaste plaine du sahel algérois en légère déclivité et qui débouche sur des plages de sable fin.
- Au sud-ouest, on trouve l'oued Mazafran et au nord-est l'oued Mehelma dit aussi "ravin des voleurs".
- Au sud, il y a une forêt de 600 hectares appelée "forêt des planteurs".

### Voies de communication et moyen de transport

#### Routes
- La Rocade Sud d'Alger dessert la commune avec quatre échangeurs.
- Zeralda se trouve au croisement des routes nationales RN11 et RN63.

#### Transport en commun
- L'ETUSA relie la commune depuis Chevalley grâce à la ligne 56.
- La ligne de train de banlieue Birtouta - Zeralda

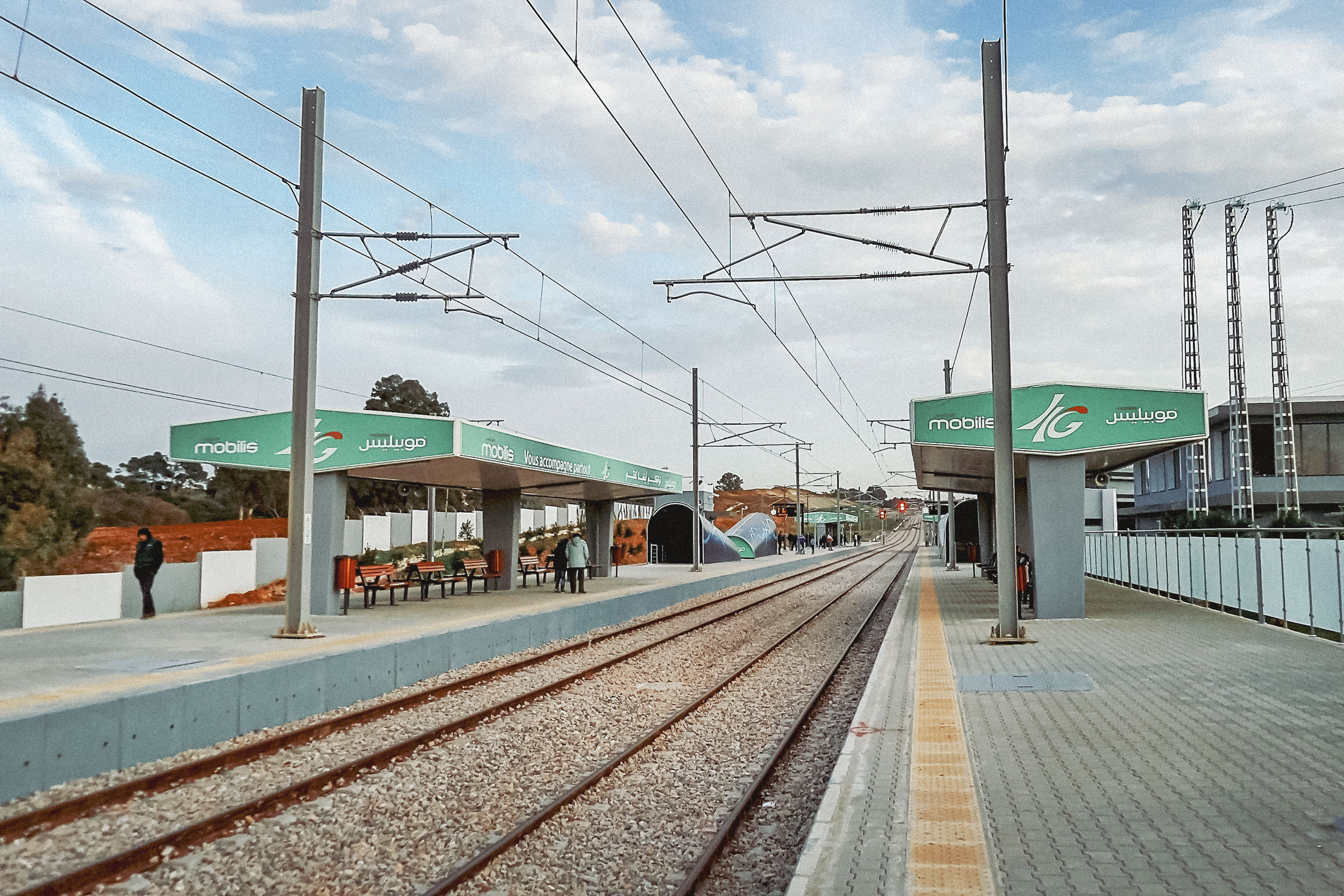
Gare ferroviaire de Zéralda.

## Urbanisme

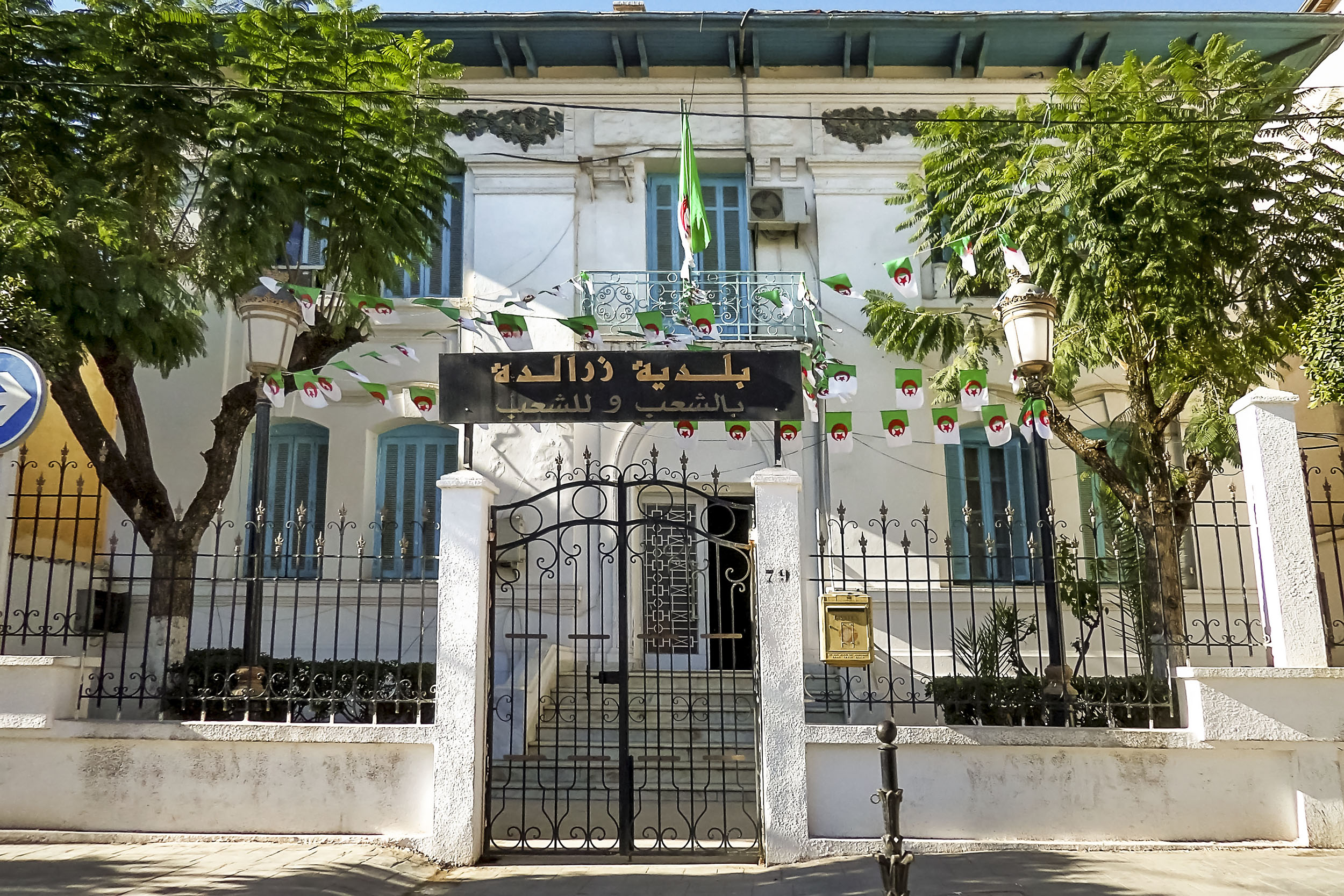
Siège de l'APC de Zeralda.

La commune de Zéralda est composée de la ville de Zéralda située à 1,5 km de la mer, du complexe touristique de Mazafran, d'un village agricole appelé aussi Mzafran et d'une grande agglomération secondaire autour du douar Sidi Menif.

## Histoire

### Avant l'indépendance
- Selon certains historiens[Lesquels ?] on attribue le nom de Zéralda à l'installation dans la région de Sidi Ménif d'un homme de culte venu de l'ouest nommé Mohamed Zeradli.
- Le village de Zéralda est fondé en 1844, il fait partie à partir de 1845 de la commune de Coleah dans l'arrondissement de Blida. En ⁣⁣1861⁣⁣, le village passera sous l'autorité de la commune de Chéraga dans l'arrondissement d'Alger, avant d'être rattaché en 1887 à la commune de Staoueli nouvellement créée. Il faut attendre 1905 pour que Zéralda devienne une commune de plein exercice.

Jusqu'au début du XXe siècle Zéralda reste très peu habitée, on y trouve surtout des personnes refoulées de la ville. Avec l'apparition de la phylloxera dans la Mitidja, de plus en plus de colons sont venus s'y installer pour y implanter la culture de la vigne.
En 1942, sous le gouvernement de Vichy, une rafle menée par Denis Fourcard, le maire de Zéralda, entraîne la mort de 25 algériens par asphyxie, entassés dans un sous-sol de la mairie.
Le 1er septembre 1955, le 1er REP s'implante à Zéralda. Ce village devient le cœur du régiment, dont le chef de Corps est le lieutenant-colonel Pierre Paul Jeanpierre. Les soldats s'y installent et s'y entraînent. Certaines familles des légionnaires et officiers y vivent. Le régiment y aménage son camp et ses bâtiments. Pendant leurs temps de repos, les compagnies stationnent dans le village, embellissent leur camp.
Le régiment participe à la bataille d'Alger, puis au putsch des généraux. Il est dissous le 30 avril 1961 à la suite de son implication dans le putsch. Le 152e régiment d'infanterie lui succède et organise l'accueil sur le site, la protection puis le départ vers la France d'anciens harkis menacés et de leur famille, de septembre 1962 à avril 1964 (via le port d'Alger, l'armée française ayant conservé provisoirement le quai « Fedallah » au lendemain de l'indépendance).

### Après l'indépendance
En 1981, le village socialiste agricole de Mazafran est inauguré.
Une ancienne résidence de la Sonatrach est reprise par le DRS puis transformée en résidence d'État médicalisée où vivait en permanence le président Abdelaziz Bouteflika depuis juillet 2013, au moins jusqu'à sa démission le 2 avril 2019.

## Démographie
| 1848 | 1867 | 1884 | 1892 | 1902  | 1912  | 1923  | 1936  | 1954  |
| ---- | ---- | ---- | ---- | ----- | ----- | ----- | ----- | ----- |
| 205  | 602  | 468  | 348  | 1 083 | 1 681 | 2 557 | 3 729 | 5 181 |

| 1960  | 1966  | 1977   | 1987   | 1998   | 2008   | - | - | - |
| ----- | ----- | ------ | ------ | ------ | ------ | - | - | - |
| 7 195 | 8 174 | 14 653 | 20 484 | 33 047 | 51 552 | - | - | - |

## Économie
Zéralda s'est fortement développée autour de l'activité touristique et hôtelière, cependant, elle reste une région agricole avec particulièrement la culture maraichère. Il existe plusieurs coopératives agricoles à travers la commune.

## Centre cynégétique
Cette commune côtière abrite le centre cynégétique de Zéralda qui collabore étroitement avec le centre cynégétique de Réghaïa.

## Équipement

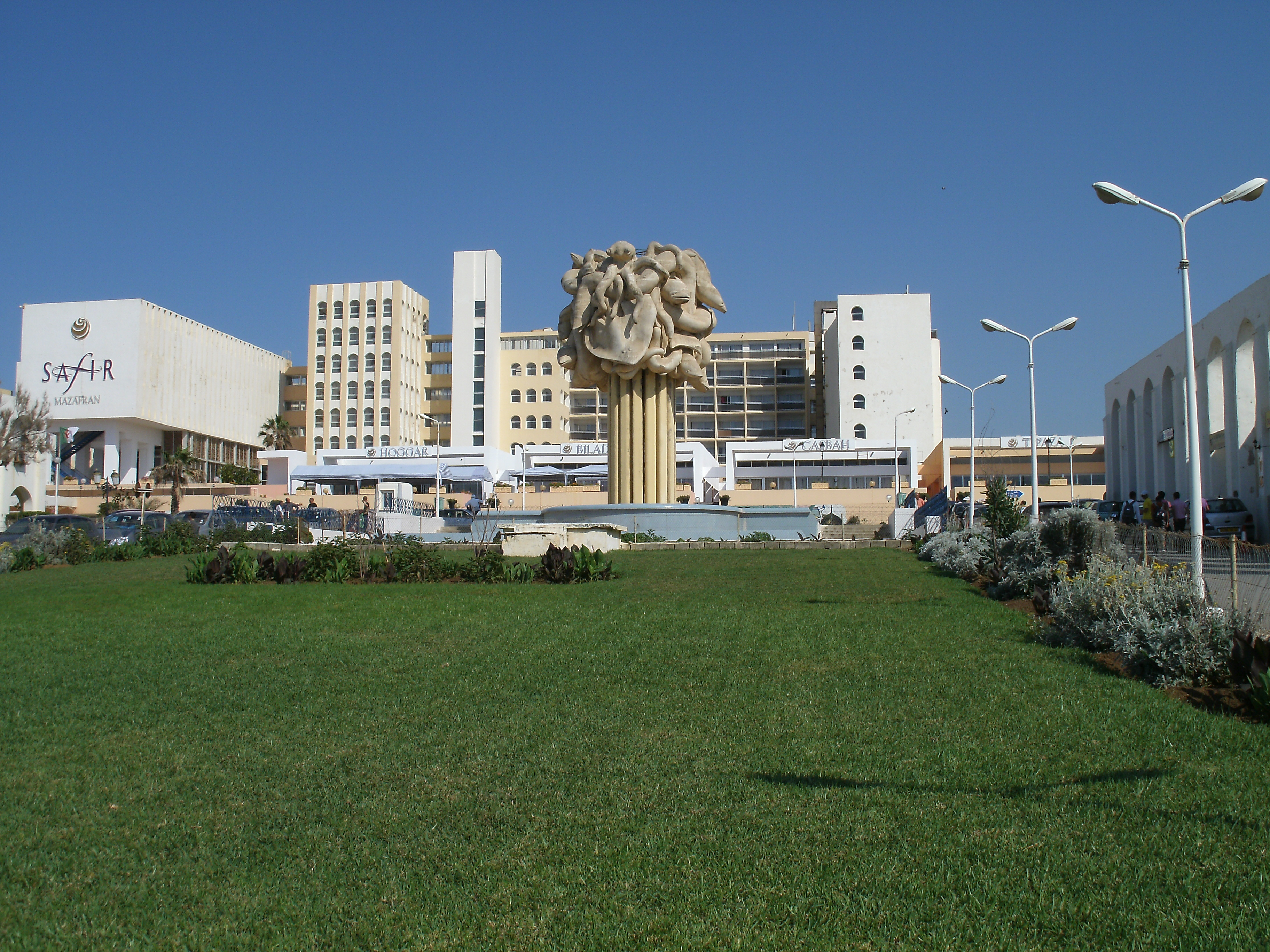
Le complexe touristique

- Complexe touristique les sables d'or
- Hôtel Safir Mazafran
- Hôtel Sables d'Or
- Centre d'affaires
- Complexe aquatique "Terra Parc"
- Hôtel A.Z Centre de la ville
- Dépôt des médicaments VICOPHARM
- Camp des jeunes près du complexe touristique
- EPH de Zéralda
- Hôpital des grands brûlés de Zéralda

## Vie quotidienne

### Sport
- Club de football Nadjem Riadhi Zeralda (NRZ) créé en 1925.
- Stade de football où s'est déroulée la finale de football féminin des Jeux Africains 2007.
- Complexe sportif avec toutes les commodités